# Čambarak
Čambarak (arménsky Ճամբարակ) je město v provincii Gegharkuniku v  Arménii. K roku 2011 mělo město bezmála šest tisíc obyvatel.

## Poloha
Čambarak leží na Getiku, pravém přítoku Agstafy v povodí Kury. Nachází se v úzkém pruhu země mezi severovýchodním břehem Sevanu a arménsko-ázerbájdžánskou hranicí.
Od Jerevanu, hlavního města republiky, je Čambarak vzdálen přibližně 125 kilometrů severovýchodně.

## Dějiny
Čambarak byl založen v třicátých letech devatenáctého století s jménem Michajlovka (rusky Михайловка) ruskými přistěhovalci, především starověrci, kteří z Ruska odešli kvůli náboženskému útlaku. V roce 1920 došlo k přejmenování na Karmir gyowł (Կարմիր գյուղ) a v roce 1971 na Krasnoselsk (Красносельск), přičemž obě jména znamenají červená vesnice, první arménsky a druhé rusky. Od roku 1991 se jmenuje Čambarak.
Po rozpadu Sovětského svazu odešla většina ruských obyvatel do Ruska a do města se nastěhovali Arméni z Arcvašenu obsazeného Ázerbájdžánem.
V červenci 2020 byl Čambarak jedním z míst, kde došlo ke střetům mezi Arménií a Ázerbájdžánem.